# Perilestes fragilis
Perilestes fragilis – gatunek ważki z rodziny Perilestidae. Występuje na terenie Ameryki Południowej.